# Tarachina werneri
Tarachina werneri es una especie de mantis de la familia Iridopterygidae.

## Distribución geográfica
Se encuentra en Etiopía, Kenia, Somalia y  Tanzania.